# Sông Pripyat
Sông Pripyat hay Prypiat (tiếng Ukraina: Прип'ять, phát âm [ˈprɪpjɑtʲ]; tiếng Belarus: Прыпяць, Prypiać, [ˈprɨpʲatsʲ]; tiếng Ba Lan: Prypeć, [ˈprɨpɛtɕ]; tiếng Nga: Припять, [ˈprʲipʲɪtʲ]) là một dòng sông ở Đông Âu với chiều dài xấp xỉ 775 km (482 mi). Nó chảy qua lãnh thổ các nước Ukraina và Belarus rồi đổ vào sông Dniepr tại vị trí của Hồ Kiev.
Một đoạn sông Pripyat chảy qua vùng cấm Chernobyl, nơi xảy ra thảm họa rò rỉ hạt nhân của nhà máy điện cùng tên vào thập niên 1980. Chính vì vậy, hiện nay dòng sông vẫn còn bị ô nhiễm bởi các nuclide phóng xạ. Thành phố Pripyat, Ukraina (dân số 45.000 người) đã bị bỏ hoang sau thảm họa Chernobyl.

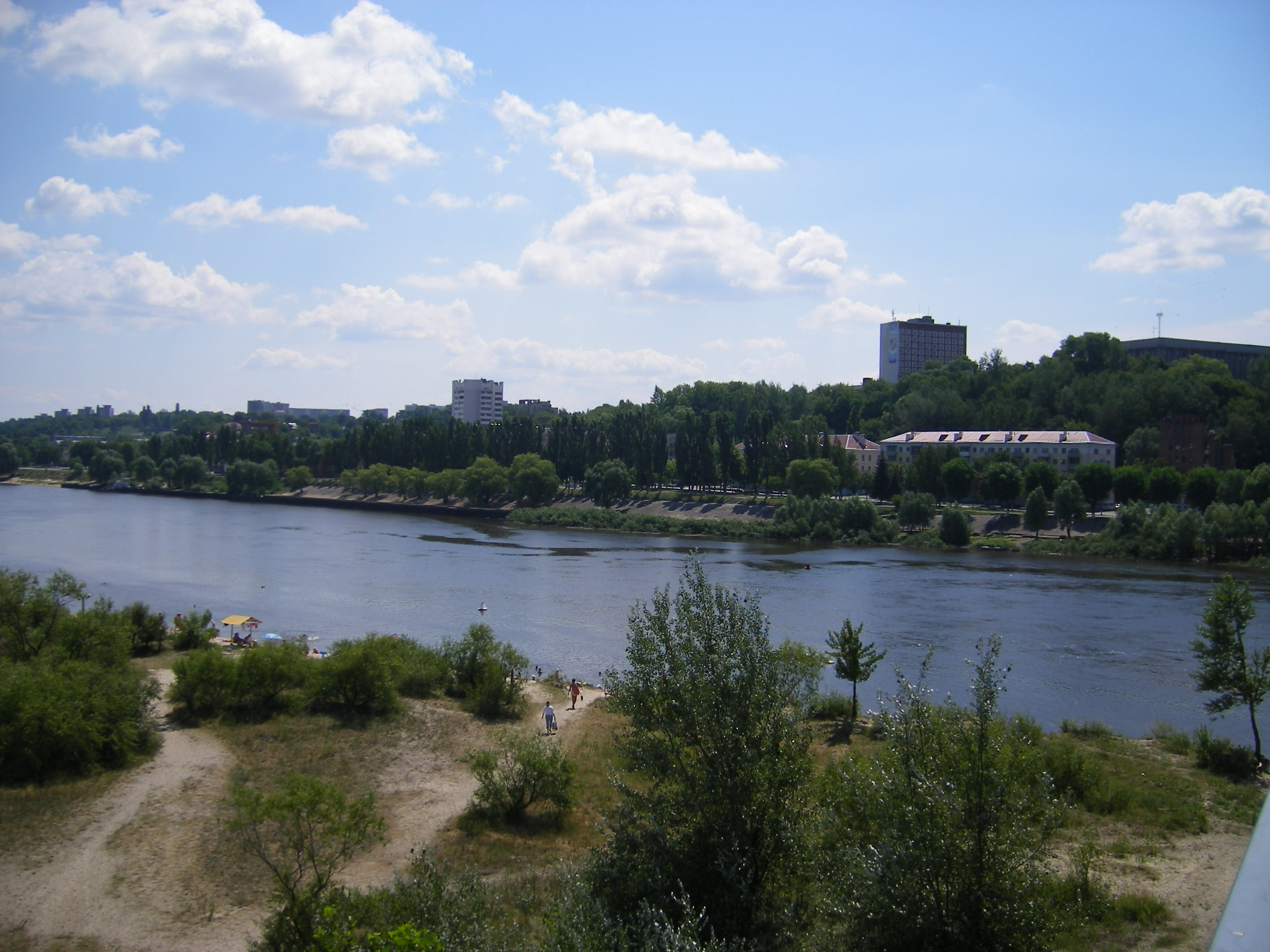
Sông Pripyat tại Mazyr, Belarus

## Dòng chảy
Chiều dài của con sông vào khoảng 775 cây số với quy mô của lưu vực vào khoảng 114,3 nghìn cây số vuông. Sông Pripyat bắt nguồn từ cao nguyên Volyn, phía Tây Bắc Kovel. 204 cây số đầu tiên của nó nằm trong lãnh thổ của Ukraina, 500 cây số tiếp đó nó chảy qua phần lãnh thổ cực Nam của Belarus tại vùng Thung lũng Polesia, sau đó chạy vào vùng đầm lầy Pinsk. Đoạn cuối của dòng sông lại trở về miền Bắc Ukraina, kéo dài chừng vài dặm ở phía Nam Chernobyl và cuối cùng đổ vào hồ Kiev.
Sông Pripyat được kết nối với sông Buh Tây thông qua hệ thống kênh Dniepr-Buh. Một hệ thống kênh đào khác, kênh Ogiński, nối liền sông Ščara - một chi lưu của sông Neman - với sông Yaselda, một con sông nối thành phố Pinsk với kênh Dniepr-Buh nêu trên.
Vào thập niên 1930, phần lớn khu vực đầm lầy Polesia đã bị cạn nước do việc xả nước của sông Pripyat.

## Chế độ cấp nước
Chế độ cấp nước của con sông này là hỗn hợp, nhưng chủ yếu là từ tuyết. Lưu lượng nước tăng cao vào giai đoạn đầu của tháng Ba, đạt đến tối đa vào giữa tháng Tư và rút dần vào khoảng 3 tới 3 tháng rưỡi sau đó. Độ dâng có thể lên đến 2 mét ở phía thượng nguồn; 3,5 mét ở phía trung lưu; cho tới chừng 5-7 mét ở phía hạ lưu, đi kèm với những trận lũ quy mô lớn. Mực nước thấp vào mùa hè-thu có thể bị gián đoạn bởi những trận mưa. Lưu lượng trung bình ở khu vực Mazyr là 370 mét khối/giây, ở cửa sông là 430 mét khối/giây (với lưu lượng tối đa là 6000 mét khối/giây). Lưu lượng hàng năm là 14,5 kilômét khối. Thời gian đóng băng của dòng sông là từ giữa tháng 12 đến tháng Ba.
Là đường thủy thả bè gỗ. Tàu thuyền có thể đi lại tới 591 km tính từ cửa sông về phía thượng nguồn. Người dân hành nghề đánh bắt cá (các loài cá chép đỏ, cá vền, cá tráp, cá chép, cá chó, cá pecca, cá rutilut, cá trê, cá bống), trong lưu vực sông Pripyat cũng phát triển nghề nuôi cá trong ao hồ. Trên sông cũng có nhiều đảo và cù lao.

## Phụ lưu
Một số phụ lưu chính: Horyn, Stokhid, Stir, Turiya, Ubort, Oh, Stviga (hữu ngạn), Vit, Ipa, Lan, Ptich, Sluch, Yaselda.
Điểm dân cư lớn nhất nằm ven sông là thành phố Pinsk nằm ở vùng tây nam Belarus. Mazyr cũng là một thành phố lớn với hơn 10 vạn dân sinh sống. Sự nổi tiếng buồn thảm hơn cả là Chernobyl và thành phố cùng tên Pripyat, có được sau khi xảy ra thảm họa rò rỉ hạt nhân Chernobyl vào năm 1986.
Do vùng thu nước của sông Pripyat bị ô nhiễm các nuclide phóng xạ, nhất là tại vùng cấm Chernobyl nên nó là nguồn chính chuyển dịch các nuclide phóng xạ vào hồ Kiev. Các nhà khoa học đã chứng minh rằng sự dịch chuyển nuclide phóng xạ từ nước sông Pripyat là lớn nhất so với các phương thức dịch chuyển khác (không khí, nguồn gốc kỹ thuật, nguồn gốc sinh vật) ra khỏi khu vực cấm.

## Hình ảnh

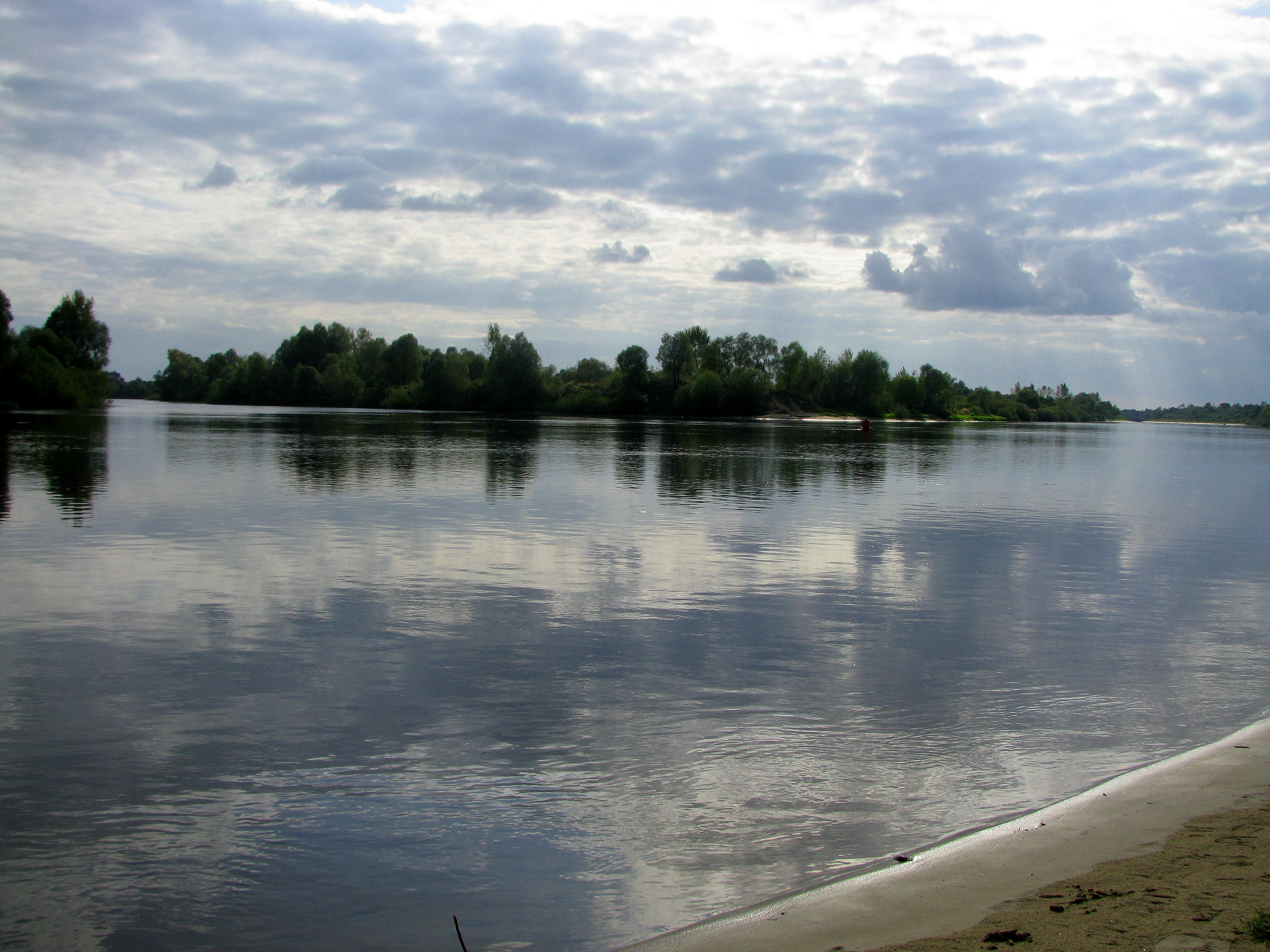
Sông Pripyat gần Luninets, 2008
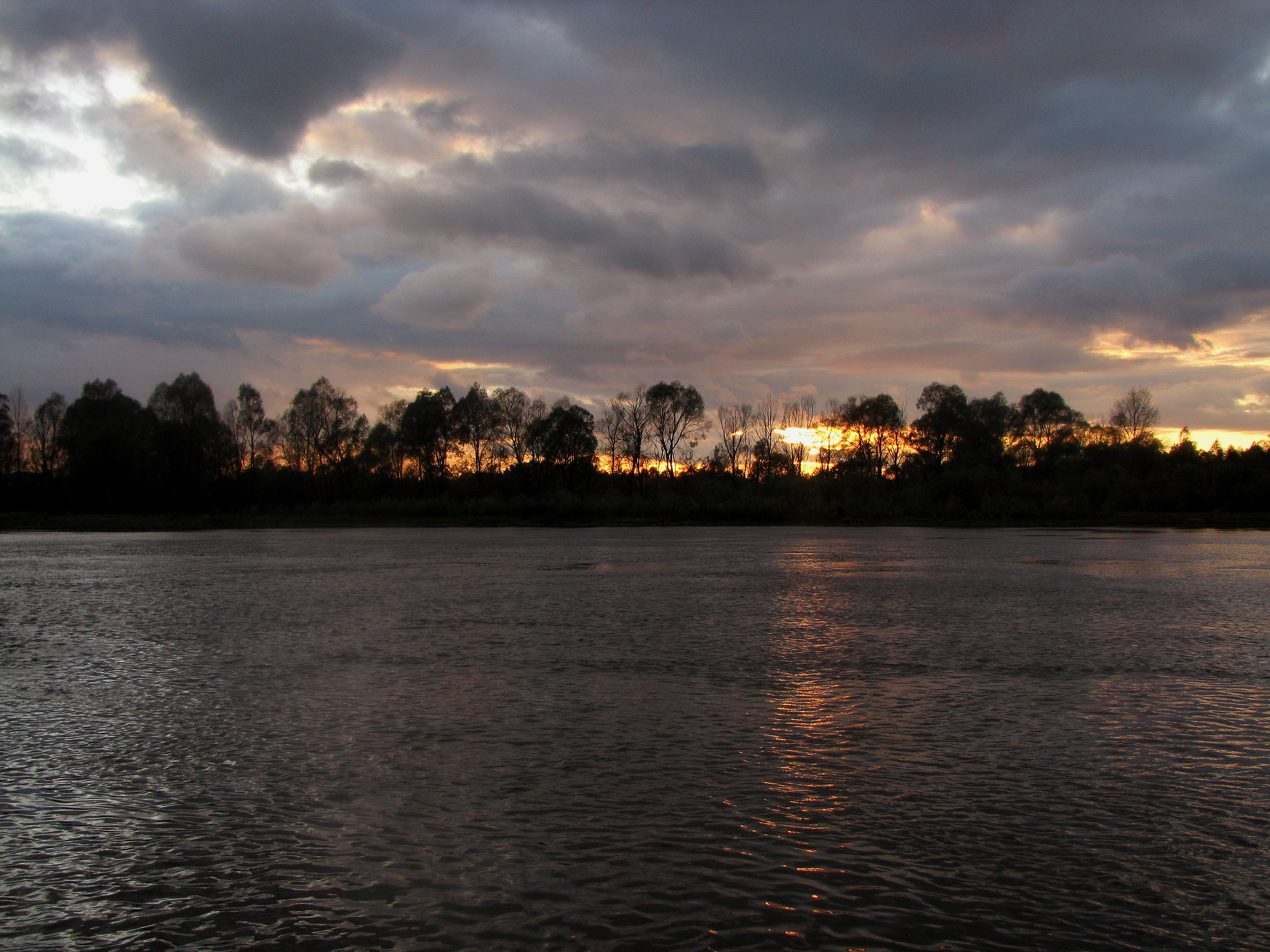
Припять в нижнем течении, 2008
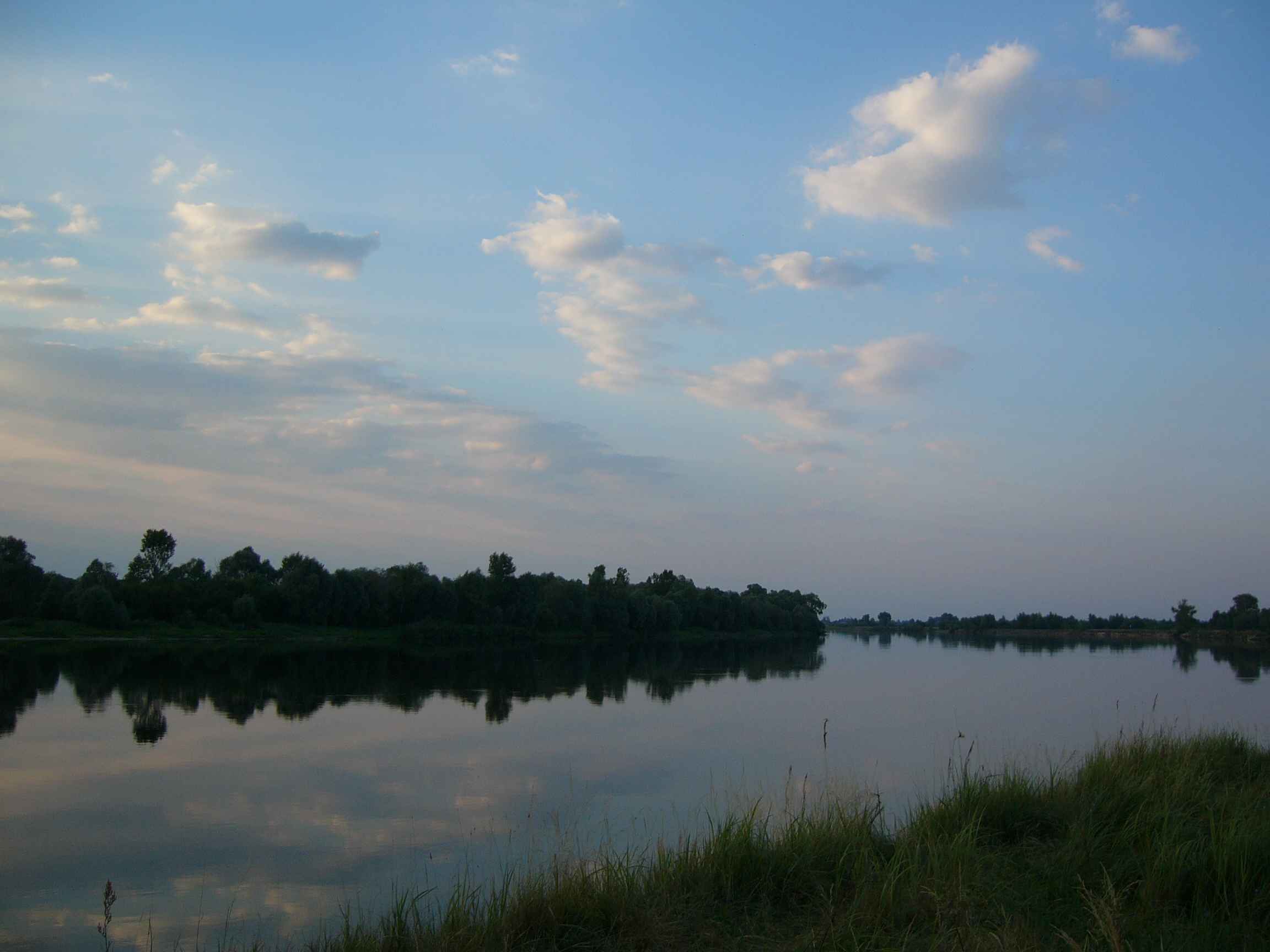
Sông Pripyat gần Petrikova, 2008
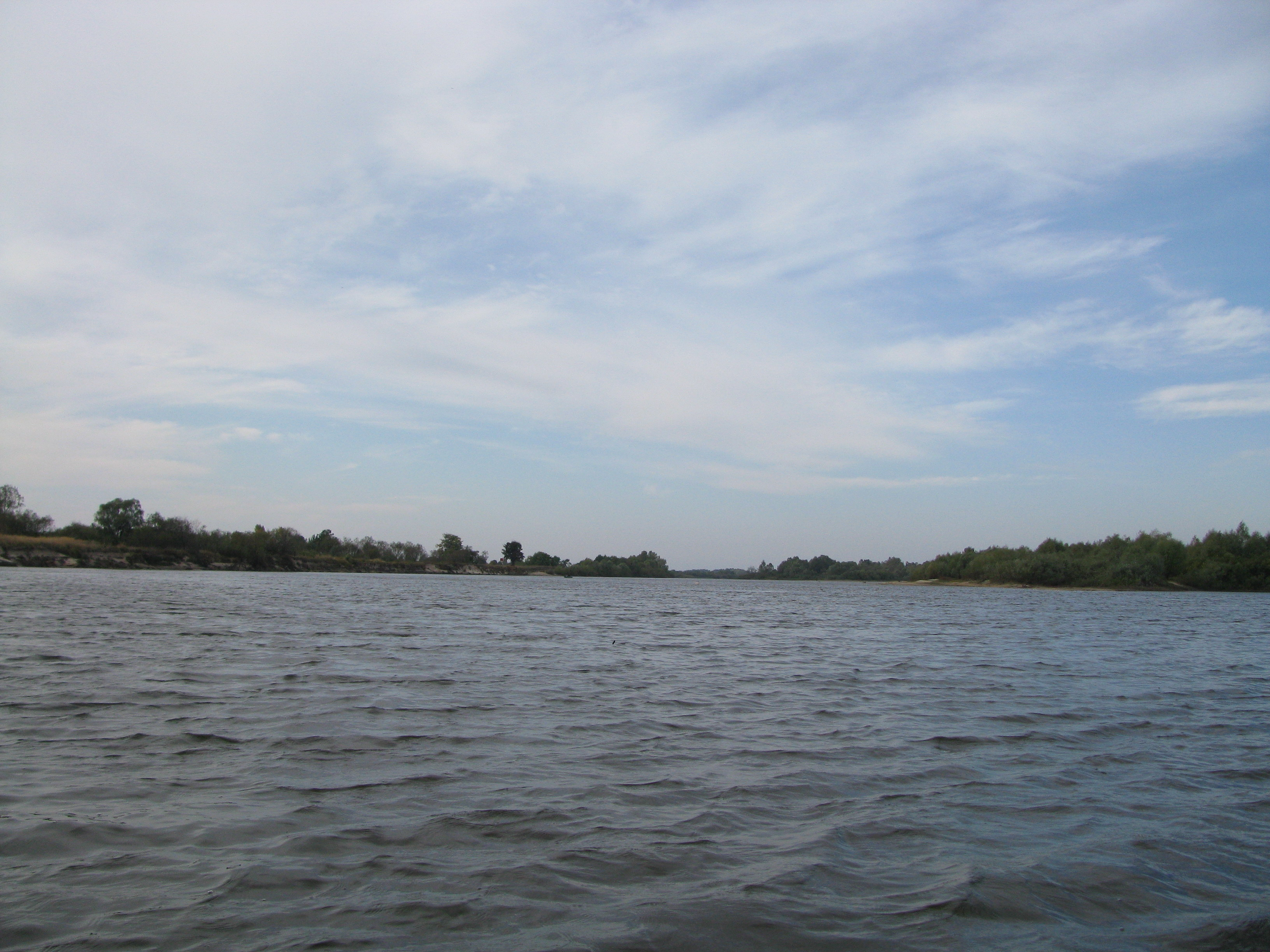
Sông Pripyat gần Petrikova, 2009
Sông Pripyat tại Chernobyl, 2009